# Vaux-et-Chantegrue
Vaux-et-Chantegrue ist eine französische Gemeinde mit 663 Einwohnern (Stand: 1. Januar 2022) im Département Doubs in der Region Bourgogne-Franche-Comté.

## Geographie
Vaux-et-Chantegrue liegt auf 873 m über dem Meeresspiegel, etwa 13 Kilometer südwestlich der Stadt Pontarlier (Luftlinie). Das Dorf erstreckt sich im Jura, im Haut-Doubs, in einem Talbecken am oberen Drugeon vor dessen Eintritt in das Engtal Cluse des Oïes, am Südfuß der Montagne du Laveron.
Die Fläche des 13,98 km² großen Gemeindegebiets umfasst einen Abschnitt des französischen Juras. Der zentrale Teil des Gebietes wird von dem weiten, in der Mitte vermoorten Talbecken von Vaux eingenommen, das auf 860 m liegt und von den Quellbächen des Drugeon gespeist wird. Im Norden reicht der Gemeindeboden bis auf die Anhöhe der Montagne du Laveron. Auch der obere Teil der Cluse des Oïes gehört zur Gemeinde. Dieses Klustal, das heute vom Drugeon entwässert wird, wurde vom früheren Flusslauf des Doubs geschaffen. Nach Südwesten erstreckt sich das Gemeindeareal in das Trockental der Combe Noire im Bereich der Kette der Haute Joux. Es wird auf beiden Seiten von dicht bewaldeten Höhenrücken flankiert: Bois du Châlet, Bois de la Haute Joux und Bois de Chargebin, auf dem mit 1074 m die höchste Erhebung von Vaux-et-Chantegrue erreicht wird.
Die Doppelgemeinde besteht aus den beiden Ortsteilen Vaux (874 m) am Drugeon und Chantegrue (880 m) im Südwesten des Talbeckens von Vaux. Nachbargemeinden von Vaux-et-Chantegrue sind Bouverans und La Planée im Norden, Malpas und Labergement-Sainte-Marie im Osten, Remoray-Boujeons im Süden sowie Mignovillard und Bonnevaux im Westen.

## Geschichte
Erstmals schriftlich erwähnt wird Vaux bereits im Jahr 1126 in einer Urkunde von Humbert III., Herr von Salins. Zusammen mit der Franche-Comté gelangte das Dorf mit dem Frieden von Nimwegen 1678 an Frankreich. Seit der Zeit der Französischen Revolution bildeten Vaux und Chantegrue eine Doppelgemeinde. Im Jahr 1973 fusionierten Vaux-et-Chantegrue und Malpas zur neuen Gemeinde Vaux-et-Chantegrue-Malpas. Diese Fusionsgemeinde hatte jedoch nur elf Jahre Bestand bis Malpas 1984 wieder abgetrennt wurde und seither eine eigenständige Gemeinde bildet. Seit 2013 ist Vaux-et-Chantegrue Mitglied des Gemeindeverbandes Plateau de Frasne et du Val du Drugeon.

## Sehenswürdigkeiten
Die Dorfkirche Notre-Dame de la Nativité stammt aus dem 16. Jahrhundert und besitzt ein Schiff im gotischen Flamboyantstil und eine Statue der heiligen Jungfrau (14. Jahrhundert). Vor dem Gemeindehaus steht die 1857 erbaute, 13 m hohe Pyramide des sogenannten Château d’eau (Wasserreservoir). In Vaux und Chantegrue sind einige Bauernhäuser im traditionellen Stil des Haut-Doubs aus dem 18. und 19. Jahrhundert erhalten. Einen Besuch wert ist das Musée Félix Gresset in Chantegrue (Kunstwerke aus Baumwurzeln).

## Bevölkerung
| Jahr                       | 1962 | 1968 | 1975 | 1982 | 1990 | 1999 | 2006 | 2016 |
| Einwohner                  | 452  | 441  | 394  | 410  | 490  | 503  | 550  | 565  |
| Quellen: Cassini und INSEE |      |      |      |      |      |      |      |      |

Mit 663 Einwohnern (1. Januar 2022) gehört Vaux-et-Chantegrue zu den kleinen Gemeinden des Départements Doubs. Nachdem die Einwohnerzahl in der ersten Hälfte des 20. Jahrhunderts stets im Bereich von rund 350 Personen gelegen hatte, wurde seit Mitte der 1970er Jahre ein deutliches Bevölkerungswachstum verzeichnet.

## Wirtschaft und Infrastruktur
Vaux-et-Chantegrue war lange Zeit ein vorwiegend durch die Landwirtschaft, insbesondere Milchwirtschaft und Viehzucht, sowie durch die Forstwirtschaft geprägtes Dorf. Daneben gibt es heute einige Betriebe des lokalen Kleingewerbes, unter anderem in der Branche der Holzverarbeitung. Mittlerweile hat sich das Dorf auch zu einer Wohngemeinde gewandelt. Viele Erwerbstätige sind Wegpendler, die in den größeren Ortschaften der Umgebung ihrer Arbeit nachgehen.
Die Ortschaft liegt abseits der größeren Durchgangsstraßen an einer Departementsstraße, die von Labergement-Sainte-Marie nach Frasne führt. Weitere Straßenverbindungen bestehen mit La Planée, Malpas und Remoray-Boujeons. Vaux-et-Chantegrue besitzt einen Bahnhof an der Eisenbahnlinie von Frasne nach Vallorbe, die 1915 eröffnet wurde.